# Vogelraupfi
Vogelraupfi también escrito como Vogelroupfi es una isla en el río Aare (Río Aar), en el cantón suizo de Berna al oeste de ese país europeo. Constituye una reserva natural y es utilizada por diversas especies de aves como lugar para la cría y nidificación.
La isla está a 30 metros desde la orilla izquierda (norte) del río, y a  115 metros de la derecha. Posee unos 292 metros de longitud y hasta 78 metros de ancho. Su superficie es de 1,2 hectáreas.